# Błotno (powiat goleniowski)
Błotno – wieś sołecka w Polsce, położona w województwie zachodniopomorskim, w powiecie goleniowskim, w gminie Nowogard, przy drodze wojewódzkiej nr 106 Rzewnowo – Stargard Szczeciński – Pyrzyce.
| SIMC    | Nazwa       | Rodzaj     |
| ------- | ----------- | ---------- |
| 0779779 | Błotny Młyn | przysiółek |
| 0779785 | Dobroszyn   | kolonia    |
| 0779791 | Miodne      | przysiółek |
| 0779800 | Zakłodzie   | przysiółek |

W latach 1954–1972 wieś należała i była siedzibą władz gromady Błotno. W latach 1973–1976 miejscowość była siedzibą gminy Błotno. W latach 1975–1998 miejscowość należała administracyjnie do województwa szczecińskiego.
We wsi czynna jest agencja pocztowa Urzędu Pocztowego w Nowogardzie (dawniej samodzielna placówka 72-205).
W średniowieczu na Górze Zamkowej był gródek strażniczy. W 1657 wojska polskie pod wodzą Stefana Czarnieckiego walczyły tu ze Szwedami.
Znajduje się tutaj kilkusetletni dąb o obwodzie 660 cm przy którym, według legendy odpoczywały wojska Czarneckiego, a w centralnej części wioski rośnie potężny cis.
W dawnym pałacu z końca XIX w. znajduje się szkoła.